# خوان ماتشوكا
خوان ماتشوكا (بالإسبانية: Juan Machuca)‏ مواليد 7 مارس 1951 في سانتياغو، هو لاعب كرة قدم تشيلي. يلعب كمدافع. سبق له أن لعب في كأس العالم لكرة القدم مع منتخب بلاده.

## المسيرة الاحترافية

### أندية لعب لها
- يونيون إسبانيولا

## روابط خارجية
- خوان ماتشوكا على موقع الاتحاد الدولي (مؤرشف)  (الإنجليزية)
- خوان ماتشوكا على موقع قاعدة بيانات كرة القدم.إي يو (الإنجليزية)
- خوان ماتشوكا على موقع ناشيونال فوتبول تيمز (الإنجليزية)
- خوان ماتشوكا على موقع عالم كرة القدم.نت (الإنجليزية)